# لوئی-ژرژ نیلز
لوئی-ژرژ نیلز (انگلیسی: Louis-Georges Niels; ۲ مهٔ ۱۹۱۹ – ۱۶ فوریهٔ ۲۰۰۰) از برندگان مدال‌های بازی‌های المپیک زمستانی ۱۹۴۸ اهل بلژیک بود.